# George Bradbury
George Bradbury (* 10. Oktober 1770 in Falmouth, Barnstable County, Province of Massachusetts Bay; † 7. November 1823 in Portland, Maine) war ein US-amerikanischer Politiker. Zwischen 1813 und 1817 vertrat er den Bundesstaat Massachusetts im US-Repräsentantenhaus.

## Werdegang
George Bradbury studierte bis 1789 an der Harvard University. Nach einem anschließenden Jurastudium und seiner Zulassung als Rechtsanwalt begann er in Portland, das noch bis 1820 zu Massachusetts gehörte, in diesem Beruf zu arbeiten. Politisch wurde er Mitglied der Ende der 1790er Jahre von Alexander Hamilton gegründeten Föderalistischen Partei. Zwischen 1806 und 1812 war er Abgeordneter im Repräsentantenhaus von Massachusetts.
Bei den Kongresswahlen des Jahres 1812 wurde Bradbury im 15. Wahlbezirk von Massachusetts in das US-Repräsentantenhaus in Washington, D.C. gewählt, wo er am 4. März 1813 die Nachfolge von William Widgery antrat. Nach einer Wiederwahl konnte er bis zum 3. März 1817 zwei Legislaturperioden im Kongress absolvieren. Diese waren anfangs noch von den Ereignissen des Britisch-Amerikanischen Krieges geprägt. Im Jahr 1816 wurde er nicht wiedergewählt.
Nach dem Ende seiner Zeit im US-Repräsentantenhaus praktizierte George Bradbury wieder als Anwalt in Portland. Im Jahr 1820 saß er im Senat von Massachusetts. Er starb am 7. November 1823 in Portland, wo er auch beigesetzt wurde.